# Fast Food (videojuego)
Fast Food (a veces llamado Fast Food Dizzy) es el título de dos arcades ligeramente diferentes que toman como referencia a Pacman y están protagonizados por Dizzy, un huevo diseñado por el británico Oliver Twins. El juego fue originalmente liberado en 1989 y publicado por Codemasters. Es el tercer título  protagonizado por Dizzy.
En ambos juegos, Dizzy  debe recorrer un laberinto cogiendo toda la comida (burgers, pizzas, etc.): algunos de los alimentarios también se mueven y huyen de Dizzy. Dizzy es perseguido por cuatro setas malas: Bonzo, Wizza, Pippa, y Fido. 
Las versiones de 8-bits estuvieron liberadas para el ZX Espectro, Commodore 64 y Amstrad CPC y presentaban laberintos de un diseño abstracto, mientras que las versiones para el Commodore Amiga, Atari ST y MS-DOS presentaban entornos diferentes como jardines, puertos, calles y demás.

## Desarrollo
El juego era originalmente una herramienta de marketing para una cadena de restaurantes, pero cuando cancelaron la idea Dizzy fue añadido al juego.

## Legado
Una versión más corta y alterada del juego, titulada Easter Eggstravaganza Dizzy, estuvo disponible en Amiga Acción y ST Acción en 1993.